# Vigdís Finnbogadóttir
Vigdís Finnbogadóttir (vɪɣtis ˈfɪn.pɔɣaˌtoʊhtɪr (segítség·infó)) (1930. április 15. –) Izland negyedik elnöke, egyben az első női államfő a világon, akit demokratikus úton a nép választott meg.